# Tramlink
Tramlink (inicialmente conocido como Croydon Tramlink) es un sistema de tranvías que sirve al sector sur de Londres, en el Reino Unido. First London explota el servicio actualmente por intermedio de Transport for London.
Su única estación de intercambio con el Metro de Londres es en Wimbledon. El sistema, centrado en Croydon, comenzó a funcionar en mayo de 2000.
Tramlink consiste en una mezcla de trazado callejero compartido con otros vehículos, tramos exclusivos dentro de la calle, y tramos fuera de calle. Los tramos fuera de calle incluyen antiguas líneas férreas.

## Historia

### Construcción
Tramlink nació en 1990 cuando el Concejo de Croydon trabajó con la entonces London Regional Transport (LRT) para proponer el proyecto al Parlamento, resultando en el Acta de 1994 del Croydon Tramlink, que concedía a LRT el poder legal para construir y poner en marcha el sistema.
En 1996, Tramtrack Croydon Limited (TCL) ganó la concesión para diseñar, construir, operar y mantener el sistema Tramlink, durante un plazo de 99 años, por contrato. Entre los términos de este contrato, Tramtrack Croydon Ltd ingresa los beneficios generados por Tramlink. Además, LRT debía pagar compensaciones a TCL ante cualquier cambio a las tarifas y la política tarifaria introducida desde 1996.
TCL contrató la explotación del sistema de tranvías a CentreWest Buses Ltd, actualmente una parte de First Group. First Group es una de las empresas que se unió con otras para adquirir TCL, siendo las otras Bombardier Transportation (los constructores de los vehículos del sistema), Sir Robert McAlpine y Amey Construction Ltd (que construyeron el sistema), y el Royal Bank of Scotland y 3i (que organizaron las finanzas).
Tramlink abrió sus puertas en mayo de 2000.

### Antiguas líneas reutilizadas

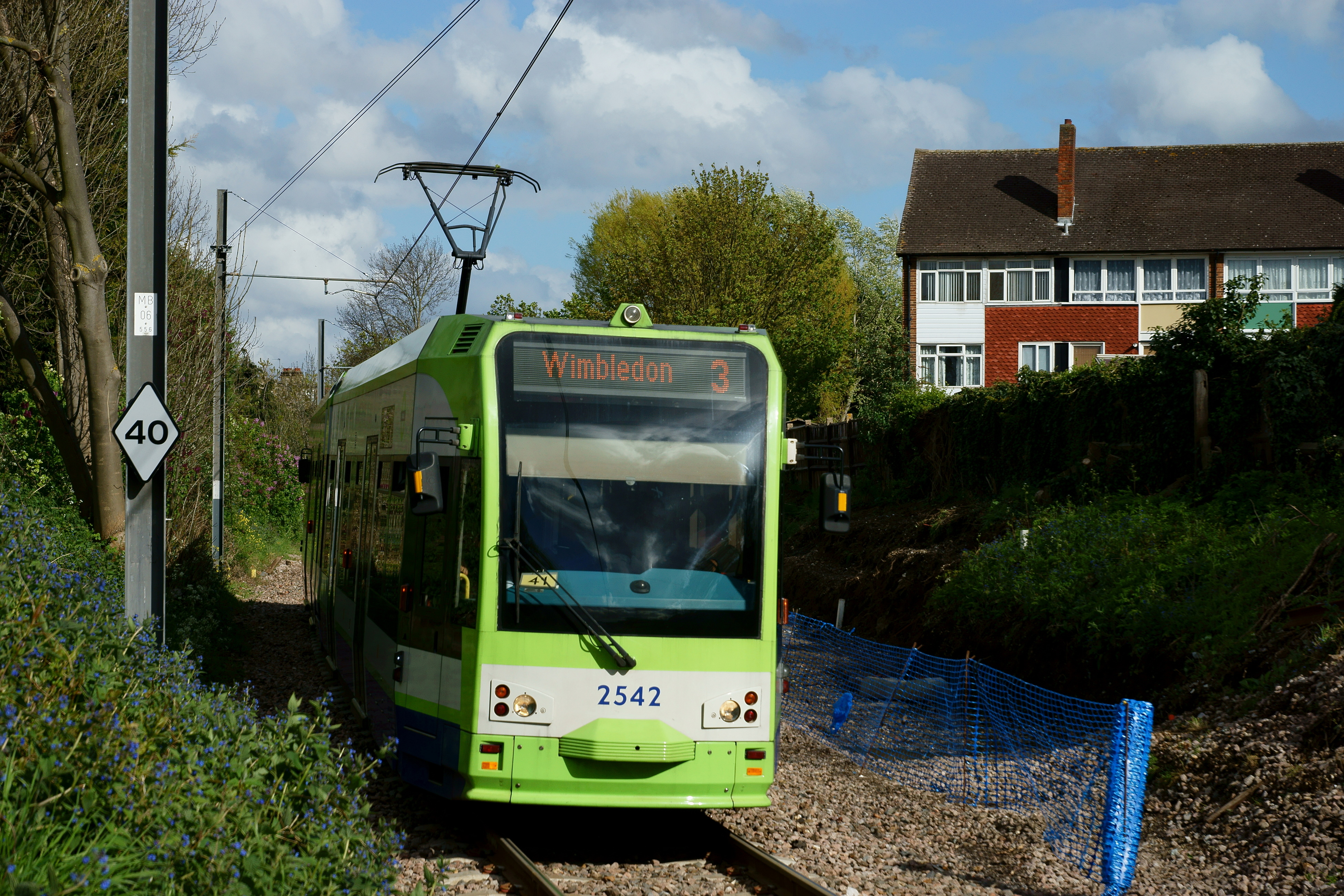
Tramlink a su paso por Mitcham.

La línea 2 corre paralela a la línea de Crystal Palace a Beckenham Junction de la red Southern entre las estaciones de Birkbeck y Beckenham Junction.
Desde Elmers End hasta Woodside, la línea 1 (combinada con la línea 2 desde Arena) sigue el antiguo ramal de British Rail en la estación de Addiscombe, 500 metros al oeste de la parada de tranvía del mismo nombre, la cual ha sido demolida y el sitio ampliado. En Woodside, el edificio de la antigua estación aún existe pero está sin uso, y los andenes originales han sido demolidos para ser sustituidos por andenes bajos.
Desde Woodside hasta cerca de Sandilands (líneas 1 y 2) y desde cerca de Sandilands hasta casi el Lloyd Park (línea 3), Tramlink sigue la antigua vía de Woodside and South Croydon Railway, incluyendo los túneles de Park Hill (o Sandilands).
El tramo de la línea 3 entre la Estación de Wimbledon y la de West Croydon sigue en gran parte la antigua vía del British Rail, que fue cerrada a mediados de los años 90 por lo que se convirtió en línea del Tramlink. Dentro de este tramo, desde las cercanías de Phipps Bridge hasta las cercanías de Reeves Corner, la línea 3 sigue la ruta de Surrey Iron.

### Adquisición por Transport for London
En marzo de 2008, Transport for London (TfL) anunció que había alcanzado un acuerdo para adquirir Tramtrack Croydon Limited (TCL) por la suma de £98 millones. La compra se formalizó el 28 de junio.
La compra por TfL no afecta el funcionamiento del tranvía. Este sigue siendo explotado por First London, pero ahora bajo contrato de TfL. En octubre de 2008, TfL implantó su logotipo a los vehículos, usando el azul, blanco y verde del símbolo de las rutas en los mapas de TfL, para distinguir los tranvías de los autobuses que funcionan en la zona.

## Sistema actual

### Paradas

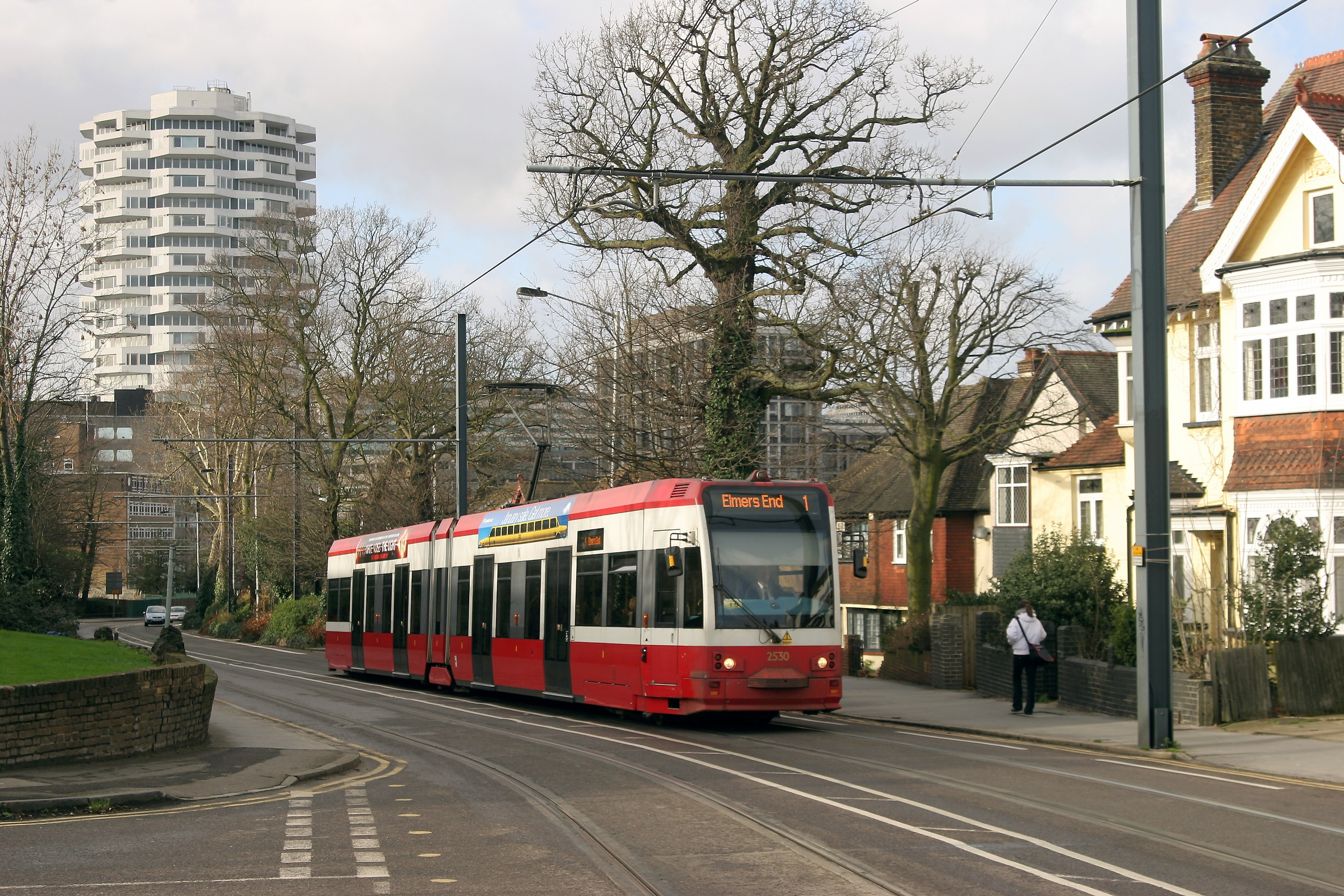
Tranvía n.º 2530 saliendo de Croydon en un servicio de Elmers End.

Las paradas tienen plataformas bajas ubicadas 35 cm sobre el nivel del riel. Las paradas no poseen personal a cargo y tienen dispensadores automáticos de boletos. En general, el acceso entre las plataformas involucra cruzar las vías por un cruce peatonal.
Existen 39 paradas de tranvía, la mayoría son de 32,2 metros de longitud. Están casi al mismo nivel de las puertas de los tranvías y todas tienen más de 2 metros de ancho. Esto permite a las sillas de ruedas y personas con problemas un acceso más expedito al tranvía. En las secciones de calle, el pavimento está integrado con la parada.
Tramlink utiliza algunas exestaciones de las secciones de Wimbledon - West Croydon y Elmers End - Coombe Road. Las plataformas de la línea férrea fueron demolidas y reconstruidas de acuerdo a las necesidades de Tramlink, excepto en Elmers End y Wimbledon donde el nivel de la vía fue elevado para calzar con las plataformas más altas, y así permitir el intercambio entre cruce y plataforma.
Como parte de la introducción por etapas de los servicios de tranvía se abrieron 38 paradas en mayo de 2000. La parada Centrale en Tamworth Road se abrió el 10 de diciembre de 2005, aumentando ligeramente los tiempos de viaje. Como los tiempos aumentaron, se compró un tranvía adicional para mantener la puntualidad.
Todas las paradas tienen accesos para discapacitados, pavimento elevado, circuito cerrado de televisión, un punto de ayuda a los pasajeros, un panel de información a los pasajeros, cestos de basura, una máquina expendedora de boletos, un muro de avisos y luminarias, y la mayoría tiene asientos y un refugio.
Los paneles de información a los pasajeros muestran el destino y los tiempos de llegada esperados de los próximos 2 tranvías. También pueden desplegar cualquier mensaje que los controladores quieran mostrar, tales como información de retrasos o incluso órdenes directas a los vándalos para que dejen de poner o lanzar objetos a la vía.

### Rutas
Tramlink no se muestra en el Mapa del Metro de Londres corriente, pero sí se muestra en el mapa "London Connections" (una variación oficial del mapa normal). El 23 de julio de 2006 la red de líneas se reestructuró, con la línea 1 de Elmers End a Croydon y la 2 de Beckenham Junction a Croydon, pasando cada 10 minutos de lunes a sábado en horario diurno, cada 30 minutos en otros horarios, y la ruta 3 de New Addington a Wimbledon cada 7,5 minutos de lunes a sábado en horario diurno, y cada 15 minutos en otros horarios.
Las rutas actuales son, de este a oeste:

#### Ruta 1 (amarilla)

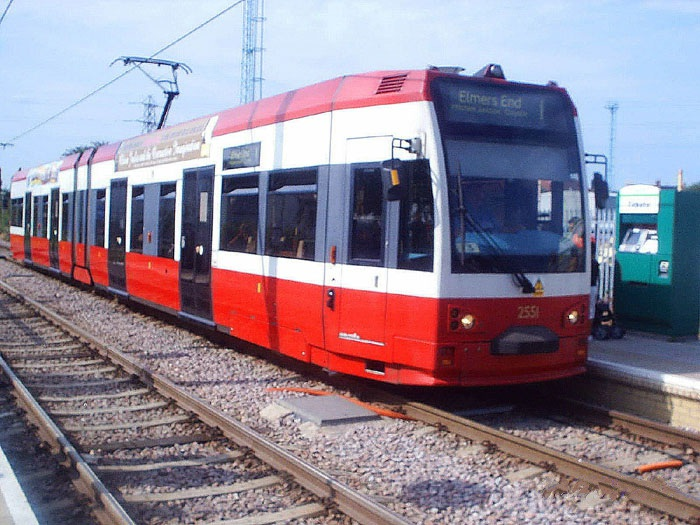
Un tranvía llegando a Elmers End en la ruta 1 de Tramlink.

1: Intercambio con trenes de National Rail

#### Ruta 2 (roja)

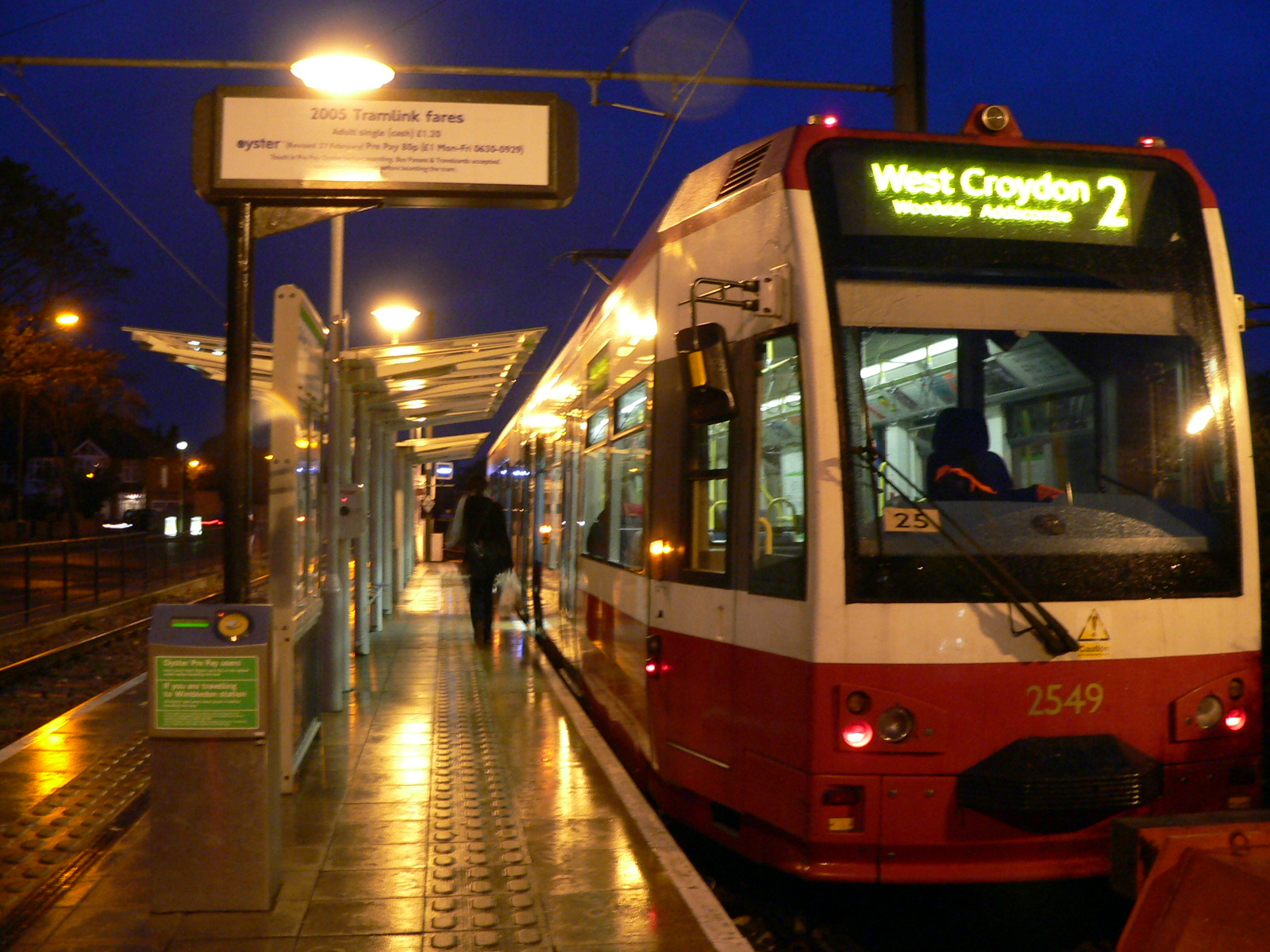
Un tranvía en la terminal de Beckenham Junction.

1: Intercambio con trenes de National Rail

#### Ruta 3 (verde)
1: Intercambio con trenes de National Rail. 2: Intercambio con el Metro de Londres

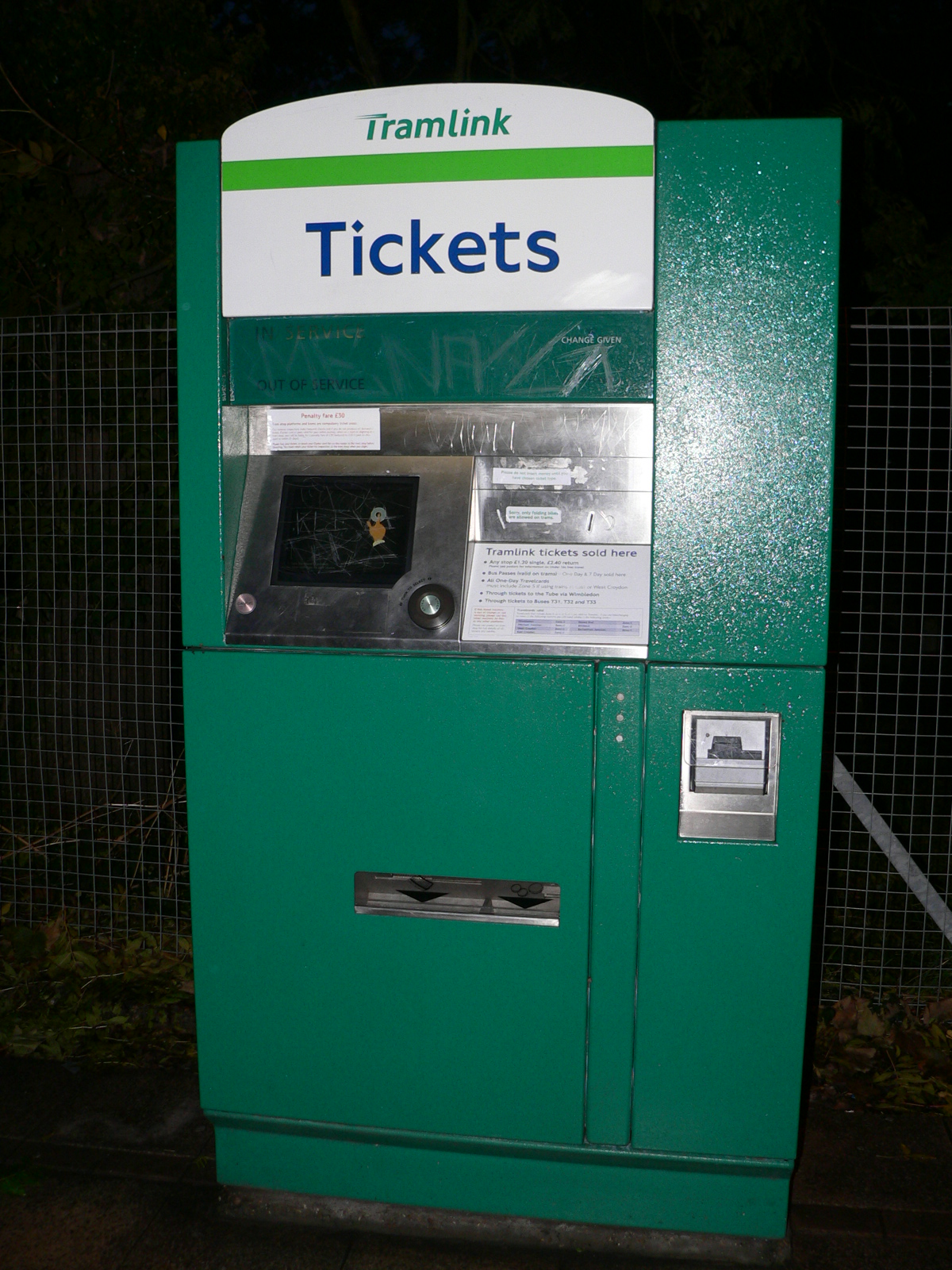
Una máquina expendedora de boletos de Tramlink.

### Tarifas y boletos
| Boleto                     | Precio |
| -------------------------- | ------ |
| Individual en efectivo     | £2.00  |
| Individual con Oyster card | 90p    |

La tarifa individual para adultos es de £2.00. Las tarifas de retorno diario son vendidas al doble de la tarifa individual, pero desde que un pase diario de autobús es 50 peniques más barato que la tarifa de retorno no es conveniente comprar dichos boletos. Por esta razón las tarifas de retorno ya no se ofrecen desde los cambios de tarifa de enero de 2008. Las tarifas especiales se pueden aplicar cuando se utilizan buses alimentadores de Tramlink. Las Oyster cards también son válidas en Tramlink. La tarifa single para un adulto con Oyster card es de £0.90 y los jóvenes de 16 y 17 años pagan £0.50. Cuando se utiliza la Oyster card, el pasajero debe tocar la tarjeta con el lector antes de abordar el tranvía.
Todos los pases de autobús (diario, semanal, mensual y anual) son válidos en Tramlink. La tarifa liberada para Tramlink está disponible para:
- Los menores de 14 años
- Los menores entre 11 y 13 años que usen el tranvía en Wimbledon con una Oyster que lo identifique como menor de 14
- Los menores de 14 o 15 años con una Oyster card que los identifique como tales
- Los menores de 16 o 17 años que vivan en Londres y que estén estudiando a tiempo completo y tengan una Oyster card que los identifique como tales
- Los usuarios que circulen en sillas de ruedas
- Los poseedores del Freedom Pass

## Material rodante

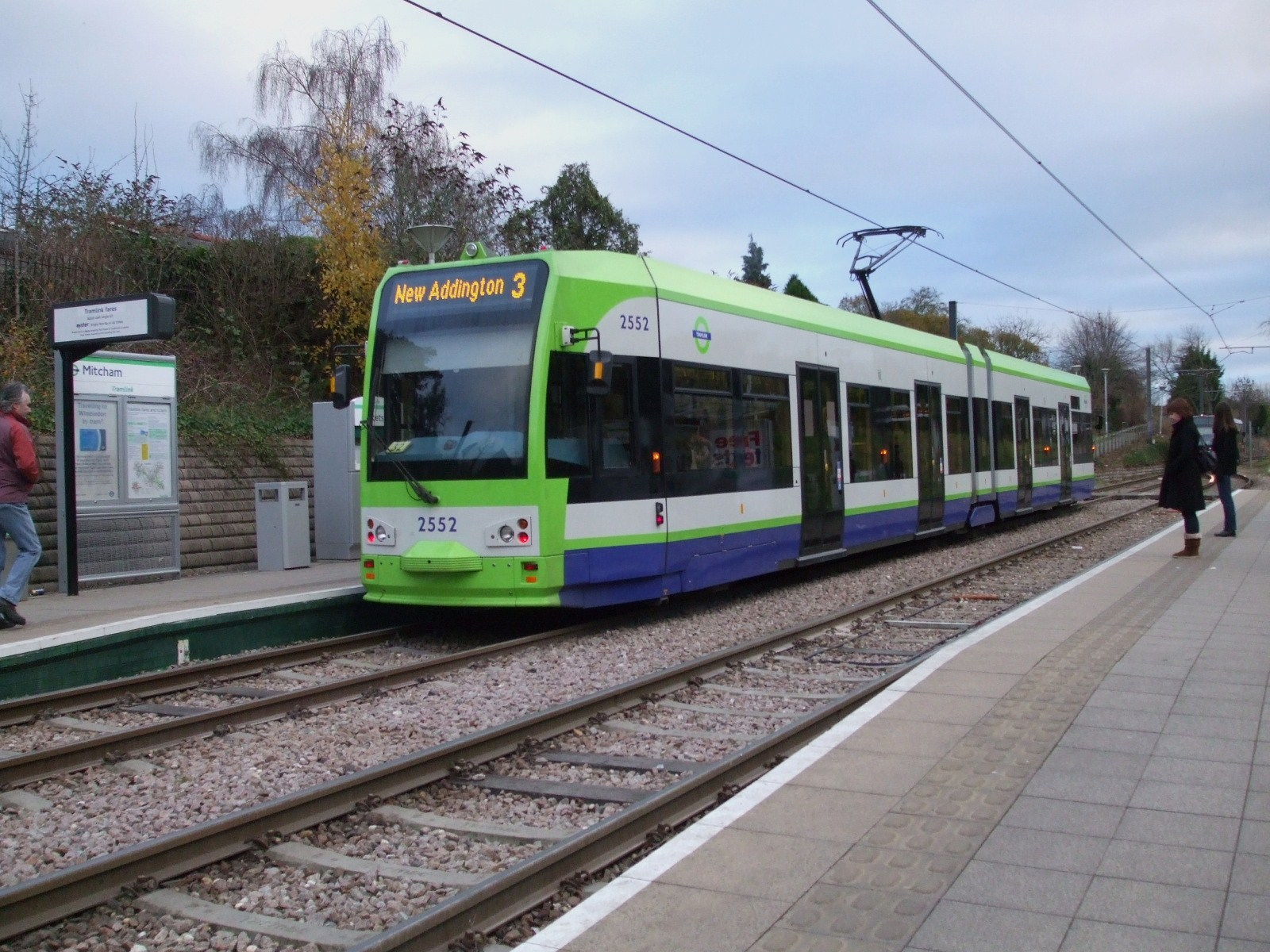
Tranvía 2552 con la nueva carrocería en Mitcham.

Tramlink funciona con tranvías articulados de suelo bajo Flexity Swift CR-4000, construidos por Bombardier Transportation en Viena. La flota actual es de 24 vehículos. Los tranvías están basados en la clase K-4000, usada en los tranvías de plataforma baja de Colonia (Alemania). La flota es mantenida en el garaje de Therapia Lane.
Los tranvías son vehículos articulados simples de seis ejes con cuatro puertas en cada lado, y poseen 2 espacios para sillas de ruedas. Los tranvías poseen 30,1 metros de longitud y 2,65 metros de ancho, con 70 asientos y una capacidad total de sobre 200 pasajeros. Operan con una fuente de poder de 750 voltios de corriente directa, y tienen una velocidad máxima de 80 km/h.
Los tranvías son numerados partiendo por el 2530, continuando desde el tranvía con mayor número, el número 2529 de la antigua red de Croydon, la cual cerró en 1952.
Los tranvías están siendo remozados en la actualidad, incluyendo un cambio de pintura acorde al nuevo diseño institucional.

## Desarrollo futuro

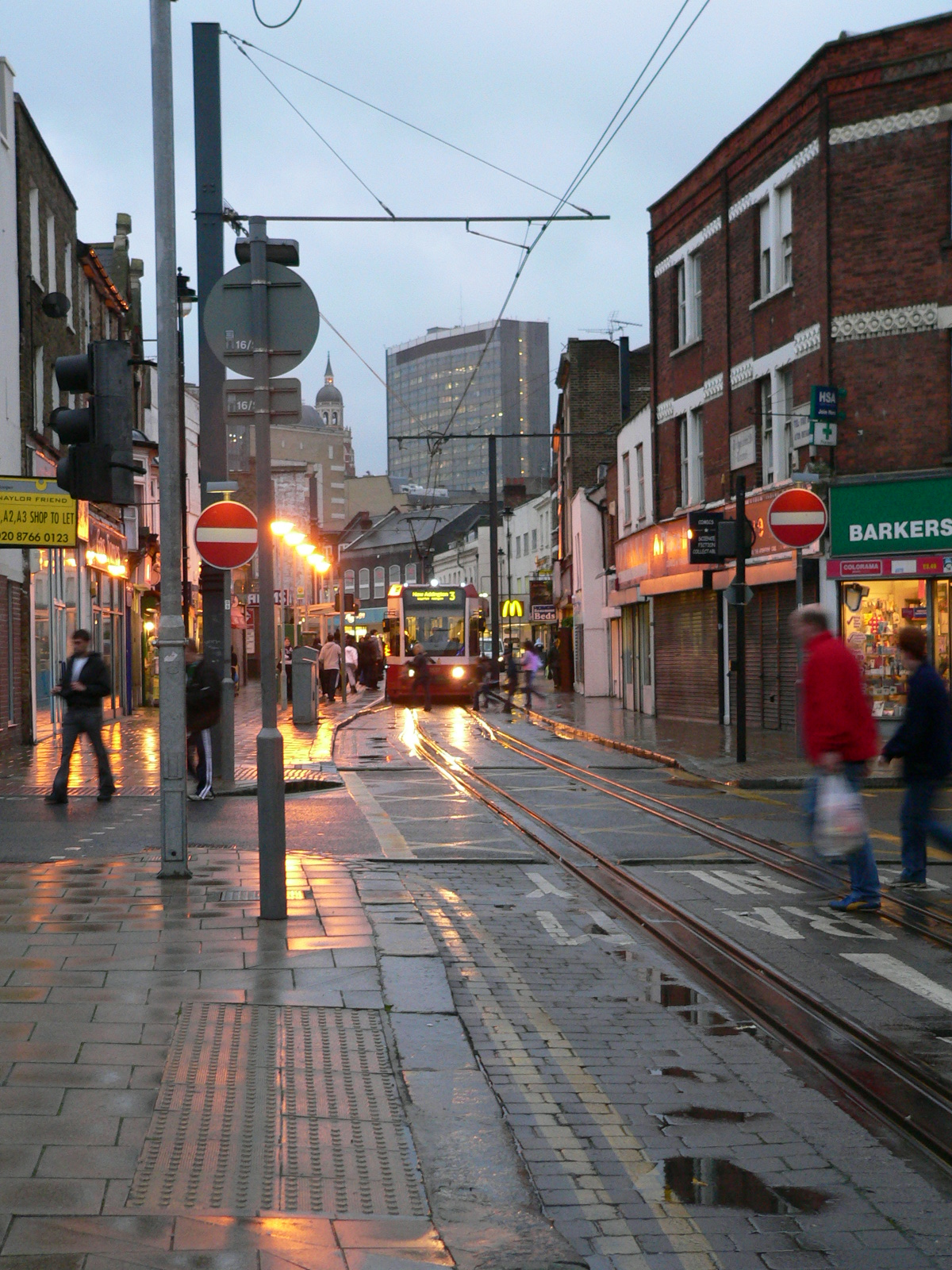
Un tranvía desplazándose en Church Street, Croydon.

Transport for London señala que las extensiones a la red de Tramlink pueden ser desarrolladas a bajo costo donde existe demanda potencial de pasajeros, y hasta donde la tecnología disponible por la empresa le permita llegar. TfL es la autoridad que debe presentar y analizar los planes de expansión de la red de tranvías, a través de su sub-empresa denominada London Trams. Ésta ha analizado algunas propuestas para extender Tramlink a Biggin Hill, el centro de Bromley, Lewishan, y Purley Way. Si las examinaciones iniciales prosperan, el siguiente paso es analizar las posibles rutas de dichas propuestas de extensión. Además, ya existen anteproyectos de nuevas líneas completas, y que al igual que las demás extensiones, esperan el análisis y aprobación por parte de las autoridades de transporte.

## Accidentes e incidentes
- El 7 de septiembre de 2008 un bus del recorrido 468 estuvo involucrado en una colisión con un tranvía en George Street, Croydon. Una persona falleció en el accidente.[1] Un automóvil BMW también estuvo involucrado en el accidente. La víctima estaba esperando para cruzar la calle.

- El 9 de noviembre de 2016 un tranvía ha descarrila en Sandilands, Croydon, a la juntura de las dos rutas 2 y 3. Siete personas fallecieron y 50 fueron heridas.[2]